# 而已集
《而已集》是鲁迅的一部杂文集，收录了鲁迅在1927年间所写的杂文二十九篇。包括《黄花节的杂感》，《革命时代的文学》，《略谈香港》，《忧“天乳”》，《扣丝杂感》，《新时代的放债法》，《卢梭和胃口》，《文艺和革命》等。